# لوثین و برن
لوثین و برن (به انگلیسی: Lúthien and Beren) (زاده ۱۲۰۰ دوران درخت‌ها - و درگذشته ۵۰۳ دوران خورشید. سن:۳۳۷۷) یک شخصیت داستانی فانتزی در میانه زمین ٬ از نویسنده انگلیسی جی. آر. آر تالکین. او یک الف، دختر ثینگول و ملیان می‌باشد. او در سیلماریلیون در شعر حماسی نوای لیثیان در جنگ جواهرات و در متون دیگر رشته افسانه‌های تالکین ظاهر شده است. همچنین در کتاب ارباب حلقه‌ها در داستانی که آراگورن برای فرودو تعریف می‌کند اشاره شده است.

## شخصیت کلی
لوثین یک شاهزاده تلری (سینداری) می‌باشد. او تنها فرزند ثینگول پادشاه دوریات و ملکه ملیان از نژاد مایا می‌باشد. داستان عاشقانه‌ی لوثین با برن یک انسان فانی یکی از بزرگترین داستان‌های عاشقانه در دوران اول در نظر گرفته می‌شود. شخصیت او حتی در پایان دوران سوم هنوز هم توسط امثال آراگورن و انواع دیگر مردم از سرزمین میانی مورد احترام است. میراثی که لوثین از خود به جا گذاشت را می توان به وضوح در سلسله تبار پادشاهی نومه‌نور (فرزندان الروس نیمه‌الف)  و آراتورن و پسرش آراگورن و همچنین الروند در داستان های تالکین مشاهده کرد . و الروند نیمه الف بود که لوثین بزرگ-نوه. او به عنوان ستاره صبح و زیباترین دختر ایلوواتار یاد شده است٬ به این معنی که هیچکس به زیبایی او در تمام سرزمین میانی آفریده نشده بود. در مقابل٬ آرون از نسل لوثین به ایون استار مشهور بود به معنای ستاره شب الف‌ها. به این معنی که زیبایی او بازتابی از لوثین تینوویل است. لوثین نسبتی با گالادریل دارد٬ مادر گالادریل دختر برادر تینگول می‌باشد.
پوست او بسیار روشن با موهای بسیار بلند و تیره بود و چشمان او خاکستری مایل به سبز بود. همچنین لباس او همرنگ آسمان دو درخت والینور بود.
او یکی از زیبا ترین، داناترین و قدرتمند ترین افراد در تاریخ سرزمین میانه است. بانو گالادریل قبل از شروع دوران اول و در سال های درختان به دنیا آمد او نسبی چشمگیر دارد پدر او فینارفین یکی از بزرگترین رهبران الف بوده است و از نسل فنائور بوده است. قدت خام او بسیار زیاد است و همچینین بسیار ترسناک او یکبار قدرت خود را آزاد کرد که باعث شکست سائورون و ٩ نازگول او شد و آنها به سمت موردور عقب نشینی کردند و قلعه دولگولدور به طور کامل نابود شد. او حامل حلقه ننیا یکی از سه حلقه اِلفی است و این حلقه قدرت گالادریل را بیشتر می‌کند.

## ریشه‌شناسی
نام لوثین به نظر می رسد به معنی «دختر گل» در گویش سینداری اما همچنین می توان «شکوفه» نیز ترجمه کرد. تینویل نیز یک یک نام داده شده به او توسط برن می‌باشد. که معنای واقعی آن «دختری در آسمان گرگ و میش» که به معنای «بلبل» نیز است.